# Рамм, Владислав Алексеевич
Владислав Алексеевич Рамм (род. 17 сентября 1995, Кемерово) — российский певец, автор песен,  актёр

## Биография
Родился 17 сентября 1995 в городе Кемерово.

### «Хочу к Меладзе» и «MBAND»
Первое выступление Владислава Рамма на телевидении состоялось 13 сентября 2014 года в рамках участия в кастинге шоу «Хочу к Меладзе». 22 ноября 2014 года Владислав был назван победителем проекта и участником группы «MBAND».
В составе группы стал обладателем многих музыкальных наград и премий, среди которых: Kids' Choice Awards (российский музыкальный прорыв года), Fashion People Awards (Открытие года), MTV Europe Awards (Лучший российский артист).
Дебютировал в кино, сыграв одну из главных ролей в комедии «Всё исправить».

### Сольная карьера
12 ноября 2015 года Владислав Рамм объявил о своём решении стать независимым сольным исполнителем.Заявил,что в дальнейшем планирует заниматься музыкальной деятельностью без продюсера. По версии продюсера Константина Меладзе,Рамм был отстранён из-за профнепригодности,кроме того он не мог вести сольную карьеру до 2021 года из-за подписанного контракта.
25 декабря 2016 года Рамм представил свой сольный альбом «#Перvый». 19 января 2017 года был объявлен предзаказ альбома и представлена песня «Влияние» в iTunes и Google Play.В первый же день «Влияние» попала в топ-чарты iTunes. 20 января состоялся официальный релиз альбома. В первый день продаж альбом возглавил топ-чарт iTunes, а уже через несколько дней и топ-чарт Google Play.
В апреле вышел совместный с Николаем Батуриным трек «Хватит духу»,а в конце мая вышел клип, снятый Алексеем Голубевым. С этого момента Владислав начинает сотрудничать с Яной Рудковской. А 1 сентября Владислав совместно с Николаем Батуриным представляют песню «Ни я, ни ты». 16 ноября вышел клип на песню, вновь снятый Алексеем Голубевым. В начале декабря Дима Билан выпустил альбом «Эгоист», в который вошли песни «Эгоист» и «Дыши», написанные Владиславом.
23 февраля 2018 года вышел второй альбом под названием «Лу4ше».
7 февраля 2020 года вышел третий альбом под названием «Дети 90-х» совместно с рэп-исполнителем MNHTTN.
2 декабря 2022 года выпустил альбом под названием "THUGGIN".

## Личная жизнь
Был женат на Веронике Генераловой, но из-за измены в шоу «Хочу к Меладзе» ему пришлось расстаться с супругой. От этого брака имеет дочь Николь. С дочерью отношений не поддерживает, в воспитании участия не принимает. Был роман с одной из солисток группы «ВИА Гра» Мишей Романовой. С 2017 года встречался с моделью Мирандой Шелией, спустя 2 года пара рассталась.

## Дискография

### Песни в составе «MBAND»
- 2014 — Она вернётся
- 2015 — Дай мне
- 2015 — Посмотри на меня
- 2015 — Чего ты хочешь?
- 2015 — Телефон

### Сольные альбомы
- 2017 — #перvый (#первый)
- 2018 — Лу4ше (Лучше)
- 2020 — ДЕТИ 90-х (ft. Mnhttn)
- 2022 — THUGGIN (THUGGIN)

### Сольная карьера
- 2017 — Хватит духу (ft.Kolyas)
- 2017 — Ни я, ни ты (ft.Kolyas)
- 2018 — Мило я влюбился
- 2018 — Играй (ft.GUF)
- 2019 — дьявол
- 2019 — Токсин (ft. Deemars & Gunz)
- 2019 — СУПЕРФЛАЙ
- 2019 — Дым
- 2019 — Червовая дама
- 2020 — прячу под кофтой
- 2020 — Она любит это (ft. Micro-ice)

## Видеография

### Клипы в составе «MBAND»
| Год  | Клип             | Режиссёр        |
| ---- | ---------------- | --------------- |
| 2014 | Она вернётся     | Сергей Солодкий |
| 2015 | Посмотри на меня | Сергей Солодкий |

### Сольные клипы
| Год  | Клип                       | Режиссёр        |
| ---- | -------------------------- | --------------- |
| 2017 | Хватит духу (feat. Kolyas) | Алексей Голубев |
| 2017 | Ни я, ни ты (feat. Kolyas) | Алексей Голубев |
| 2018 | Я-На Лу4ше                 | Алексей Голубев |
| 2019 | Играй (feat. Guf)          | Валентин Гросу  |
| 2019 | Дьявол                     | Валентин Гросу  |

## Фильмография
- Всё исправить — 2016 г.

## Телевидение
- С 6 сентября по 25 октября 2015 — реалити-шоу «Один день с MBAND» («СТС Love»)[20][21]